# Гринів Михайло Васильович
Михайло Васильович Гринів (1886, с. Долина поблизу Тлумача — 21 квітня 1940) — український адвокат, громадсько-політичний діяч. Доктор права, голова Бучацького повітового комітету УНДО, розстріляний без суду (секретна постанова ЦКВКП(б) від 5.03.1940); реабілітований 16 травня 1991 року (13329, 3531). Перша жертва більшовицького терору в Бучачі.

## Життєпис
Народився в 1886 році в с. Долина (нині Тлумацький район, Івано-Франківська область, Україна, тоді Королівство Галичини та Володимирії, Австро-Угорщина).
Навчався у сільських школах у Долині, Олеші, потім у Тлумачі, Станиславові, також у Львівському університеті. Доктор права з 1924 року. Закінчив правничий факультет Карлового університету.
На початку Першої світової війни мобілізований до лав війська Австро-Угорщини, воював на італійському фронті, де потрапив у полон. У 1920 році з Італії повернувся до Праги, де пізніше при університеті захистив наукову роботу на здобуття ступеня доктора права. Після цього одружився. Адвокатську практику проходив у Тлумачі в канцелярії доктора Івана Макуха.
Основний період діяльності — 1926—1939 роки: у Бучачі відкрив адвокатську канцелярію, часто захищав та консультував селян-українців, українські організації. У 1930-их роках став активним діячем українських організацій Бучаччини: Голова Надзірної ради Повітового Союзу Кооператив, директором Українського кредитового банку, головою повітової ланки УНДО, член управ товариств «Просвіта», «Рідна школа», Українське Міщанське Братство. Після початку так званої пацифікації 16 жовтня 1930 його в останній момент попередив доброзичливий сусід, тому п. Михайло ледь встиг вистрибнути через вікно в сад.
Як голова місцевого гуртка 20 вересня 1931 відкрив ювілейне свято, що відбувалося на подвір'ї монастиря оо. Василіян, приурочене до 50-річчя товариства «Рідна школа».
Після вторгнення СРСР в Польщу Михайло Гринів та родина спершу не відчували особливого страху перед радянськими військами. Як пізніше зазначала його дочка, Богуслава, місцеві мешканці махали солдатам руками, часом вітали квітами, а деколи — синьо-жовтими прапорами, «ми не чекали, що станеться щось жахливе». Дружина наполягала втікати з міста, але Гринів відмовився, запевнюючи рідних, що більшовики змінилися, що «у них вже є культура, є держава, є правосуддя».
Втім, всього через десять днів після вступу радянської армії в Західну Україну, 27 вересня 1939, Гринів потрапив під арешт. Після того, як тюрма у Бучачі переповнилась, навесні 1940 року його перевели до в'язниці у Чорткові, звідки він написав дружині заспокійливий лист, у якому висловлював сподівання, що став жертвою «непорозуміння». Все, у чому Гринева звинувачували, було членство в УНДО, легальній партії, яка не була антибільшовицькою. Натомість радянська влада розглядала його як потенційно небезпечного члена колишнього «правлячого класу».
Розстріляний НКВД у квітні 1940, за даними п. Орести Синенької, в околицях Чорткова, за даними О. Клименка — у Чорткові. Сім'ю депортували, спочатку повантажили на бортові вантажні машини й відвезли до найближчої залізничної станції, а там запхали в ешелони зі страхітливими умовами й повезли на схід у віддалені регіони Радянського Союзу.
Реабілітований у 1991 році. У травні 1994 року Товариство «Пошук» у Львові і поляки — працівники прокуратури Польщі з Варшави (зокрема, п. Ядвіга Урбанська) змогли отримати списки 3435 осіб, яких за указом від 5 березня 1940 розстріляли в різних тюрмах Західної України (також Остап Сіяк, Вінцентій Урбанський). Місце поховання поки невідоме.

### Сім'я

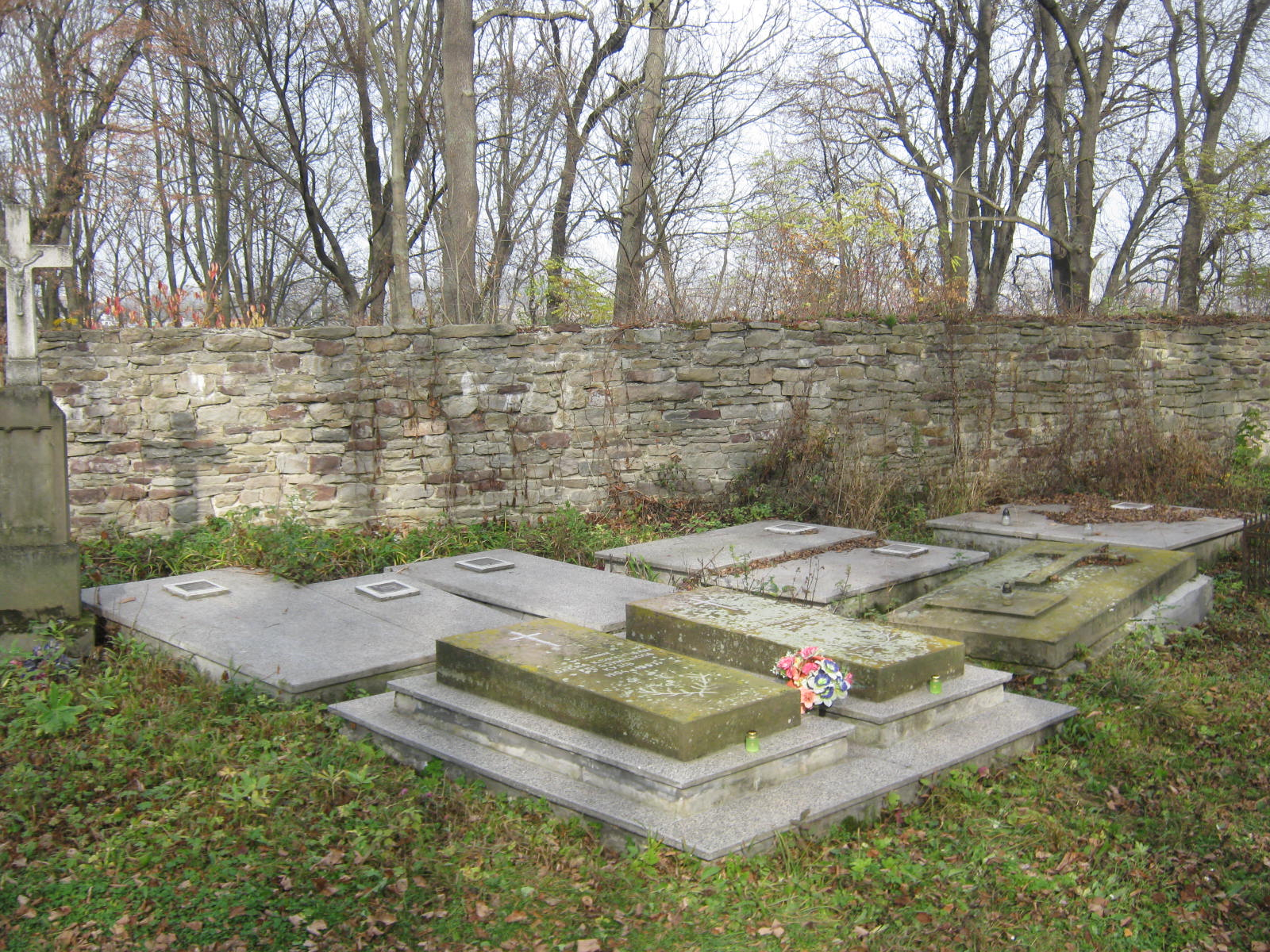
могила Дзвіночки Гринів серед поховання родини Рогозинських, цвинтар Федір, Бучач

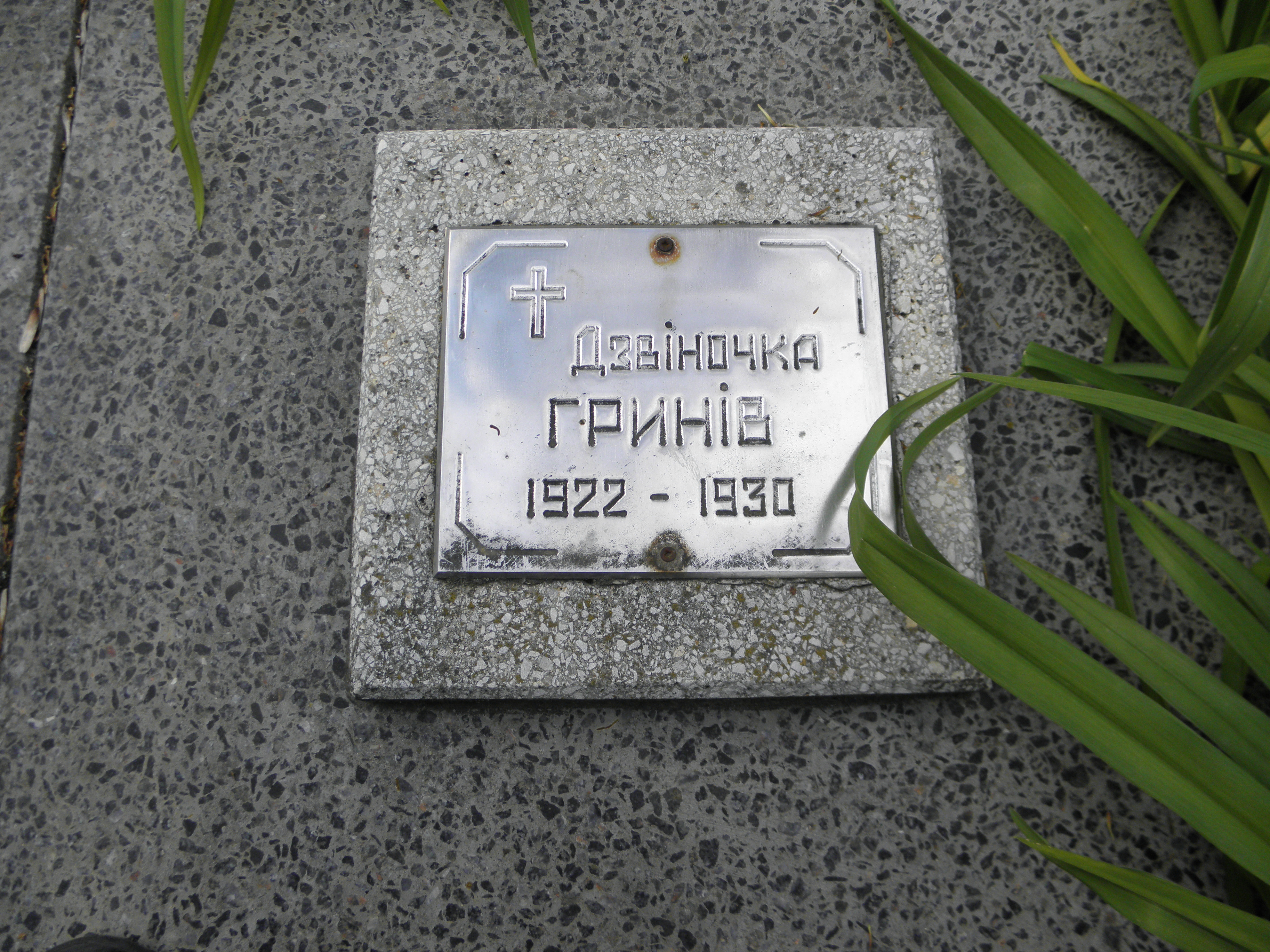
табличка Дзвіночки Гринів

Дружина — Стефанія з Рогозинських (1894—1976), донька посадника Бучача Климентія Рогозинського. Діти:
- Богуслава, чимало років розшукувала батька, зокрема, сама була в канцелярії Сталіна, отримувала відповідь, що М. Гриніва до кримінальної відповідальності … не притягали),
- Ігор.